# Ян Вентер
Ян Вентер (англ. Jan Venter, 23 квітня 1988) — південноафриканський плавець.
Учасник Олімпійських Ігор 2008 року.
Переможець Всеафриканських ігор 2011 року.
Призер Ігор Співдружності 2010 року.